# Groupe opérationnel des forces russes en Transnistrie
Le Groupe opérationnel des forces russes en Transnistrie, en russe : Оперативная группа российских войск в Приднестровье, ОГРВП, en roumain : Grupul Operativ al Trupelor Ruse din Transnistria, GOTRT, est une force opérationnelle des Forces armées de la fédération de Russie créée en 1995 en remplacement de la 14e armée de la Garde. Stationnée en Moldavie, elle assure la gestion du dépôt de munitions de Cobasna et participe indirectement à la sécurité de la Transnistrie, région sécessionniste russophile de la Moldavie.

## Histoire
L'unité est créé en 1995 par transformation de la 14e armée de la Garde. Elle est alors séparée géographiquement de la Russie et de ses autres unités militaires, dont celles du district militaire ouest dont elle fait partie, en raison des indépendances de la Moldavie et de l'Ukraine en 1991.
L'invasion de l'Ukraine par la Russie de 2022 pourrait remettre en cause cette situation, cette guerre pouvant permettre d'assurer une jonction territoriale entre la Russie et la Transnistrie via les Républiques populaires de Donetsk et de Lougansk dans le Donbass et de la Crimée de facto sous contrôle russe depuis 2014,. Dans ce contexte, le gouvernement ukrainien et ses alliés craignent l'implication du groupe opérationnel des forces russes en Transnistrie et des forces armées transnistriennes dans le conflit, ouvrant alors un front dans l'ouest du pays. Si le déroulement du conflit amène les Russes à être en position de force, le scénario d'un rattachement de la Transnistrie à la Fédération pourrait même être une éventualité,.

## Composition
- 540e bataillon de commandement ;
- 82e bataillon de fusiliers motorisés ;
- 113e bataillon de fusiliers motorisés[4].